# Altin Tepe
Altin Tep (Altyn Tepe) és un lloc arqueòlogic del Neolític i edat del bronze al sud de Turkmenistan prop de la vila de Miana, on s'han fet excavacions després de 1965 en una superfície de 25 hectàrees, amb una profunditat fins a 8 metres per sota el terreny (el total estratificat són 30 metres).
Es tracta d'un assentament del V mil·lenni que va estar habitat fins al segon mil·lenni amb intensiva explotació agrícola.
L'establiment és proper a un de la cultura Jaitum (un mil·lenni anterior) però d'aquesta cultura no s'han trobar evidencies a Altin Tepe.
L'establiment ocupava unes 6 hectàrees i la poteria porta dibuixos geomètrics principalment triangles; es van trobar objectes d'os i coure. Al IV mil·lenni la superfície de l'establiment va passar a 12 hectàrees i les ceràmiques abans grogues van passar a ser vermelles amb línies paral·leles com a decoració; s'han trobar diverses estàtues realistes; al tercer mil·lenni havia arribat a 25 hectàrees creixent a costa d'altres viles properes que foren abandonades en aquest temps; les ceràmiques esdevenen policromades en estil Geoksur i va existir un mur a l'entorn; d'aquesta època són els enterraments amb tombes oval (tolos), les cases amb diverses dependencies i un santuari amb un espai central oval.
A la meitat del mil·lenni es passa al tipus Namazga IV amb poteria feta amb la roda i la decoració augmenta; a una part de l'establiment apareixen petits temples de centre rectangular i entrada de 15 metres amb pilastres decoratives. Va arribar al seu màxim desenvolupament al final del tercer mil·lenni aC i el començament del II (Namazga V) quan va esdevenir un establiment de tipus urbà on s'han trobar nombrosos objectes concentrats a la part nord (el barri dels artesans) amb un complex religiós incloent una torre de 4 pisos i la tomba del sacerdots amb objectes valuosos com el cap d'un llop o d'un brau en or. Les tombes permeten apreciar el nivell social dels habitants; un barri dels nobles estava format per carrers de traç regular amb cases d'entre 80 i 100 metres quadrats, i tombes amb ornamentació de qualitat incloent pedres precioses, i estàtues. S'hi va trobar un segell amb dos signes de lletres protoíndies, i podria haver estat habitada per una població de llengua protodravidiana.
Fou abandonat per canvis climàtics i esgotament del sòl. La seva cultura estava emparentada amb la de Murgab al sud de l'Uzbekistan i de Dashli al nord de l'Afganistan llocs on probablement van emigrar els habitants d'Altin Tepe.